# Campionati italiani assoluti di atletica leggera 1921
I XII campionati italiani assoluti di atletica leggera si sono tenuti a Bologna, presso il Campo della Crocetta, dal 18 al 20 settembre 2021. Furono assegnati in tutto trentatré titoli in altrettante discipline, tutti in ambito maschile.
In questa edizione dei campionati furono introdotte la staffetta 4×100 metri e la marcia 3000 metri.
Durante la manifestazione furono battuti i record italiani nella staffetta 4×100 metri (Sport Club Italia, 46"3/5), staffetta 4×400 metri (Società Ginnastica Gallaratese, 3'38"2/5), salto in alto da fermo (Adolfo Contoli, 1,44 m), 
Salto in lungo da fermo (Adolfo Contoli, 2,98 m), salto triplo da fermo (Adolfo Contoli, 9,42 m), lancio del martello (Pietro Nava, 33,315 m) e lancio del giavellotto (Carlo Clemente, 51,96 m).

## Risultati

### Le gare del 18-20 settembre a Bologna
| Specialità                                | Oro | Prestazione | Argento                                                                                           | Prestazione | Bronzo                                                                                           | Prestazione |
| Corse                                     | |             |                                                                                                   |             |                                                                                                  |             |
| 100 m                                     | Giorgio Croci Società Ginnastica Gallaratese                                                                           | 11"1/5      | Carlo Mereu Società Ginnastica Amsicora                                                           | n/d         | Ernesto Bonacina Sport Club Italia                                                               | n/d         |
| 200 m                                     | Carlo Mereu Società Ginnastica Amsicora                                                                                | 24"2/5      | Giovanni Orlandi Sport Club Italia                                                                | n/d         | Ermete Alfieri Virtus Atletica Bologna                                                           | n/d         |
| 400 m                                     | Ermete Alfieri Virtus Atletica Bologna                                                                                 | 53"3/5      | Umberto Picco Sport Club Italia                                                                   | n/d         | Giuseppe Bonini Società Ginnastica Gallaratese                                                   | n/d         |
| 800 m                                     | Giuseppe Bonini Società Ginnastica Gallaratese                                                                         | 2'02"2/5    | Ferruccio Bruni Società Sportiva Estense                                                          | 4'24"1/5    | Amilcare Brunelli Internazionale Football Club Milano                                            | n/d         |
| 1500 m                                    | Ernesto Ambrosini Forti e Liberi Milano                                                                                | 4'23"2/5    | Ferruccio Bruni Società Sportiva Estense                                                          | n/d         | Giovanni Bonelli Società Ginnastica Pro Novara                                                   | n/d         |
| 5000 m                                    | Carlo Speroni Società Ginnastica Pro Patria et Libertate                                                               | 15'40"2/5   | Giuseppe Robino 4º Bersaglieri Torino                                                             | 15'57"2/5   | Angelo Davoli Società Sportiva Trionfo Ligure                                                    | 16'13"2/5   |
| 10 000 m                                  | Carlo Speroni Società Ginnastica Pro Patria et Libertate                                                               | 32'31"2/5   | Carlo Martinenghi Internazionale Football Club Milano                                             | 33'05"2/5   | Giuseppe Robino 4º Bersaglieri Torino                                                            | 33'22"3/5   |
| Mezza maratona (20 km su pista)           | Ettore Blasi Pro Roma                                                                                                  | 1h09'35"0   | Giuseppe Ottolia Società Sportiva Serenitas Genova                                                | 1h13'0"2/5  | Giuseppe Pagani Associazione Sportiva Bolognese                                                  | 1h13'12"    |
| Maratona (42,750 km)                      | Florestano Benedetti Società Sportiva Pro Livorno                                                                      | 2h47'29"4/5 | Aduo Fava Virtus Atletica Bologna                                                                 | 3h14'25"3/5 | Cesare Rizzi Fortitudo Bologna                                                                   | 3h16'08"    |
| 110 m hs                                  | Adolfo Contoli Virtus Atletica Bologna                                                                                 | 16"2/5      | Daciano Colbachini Associazione Calcio Padova                                                     | n/d         | Olimpio Paoli Società Sportiva Riva del Garda                                                    | n/d         |
| 400 m hs                                  | Adolfo Contoli Virtus Atletica Bologna                                                                                 | 1'02"4/5    | Agide Simonazzi Sport Club Italia                                                                 | 1'03"0      | Mario Carabelli Sport Club Volta Milano                                                          | 1'03"2/5    |
| 1200 m siepi                              | Ernesto Ambrosini Forti e Liberi Milano                                                                                | 3'30"3/5    | Antenore Negri Sport Club Italia                                                                  | 3'31"3/5    | Ferruccio Bruni Società Sportiva Estense                                                         | a 8 metri   |
| Marcia 3000 m                             | Ugo Frigerio 12º Bersaglieri Milano                                                                                    | 13'28"0     | Alessandro Billi Sport Club Agamennone Milano                                                     | 13'37"2/5   | Armando Valente Ardita Spartana Genova                                                           | 13'47"3/5   |
| Marcia 10 000 m                           | Ugo Frigerio 12º Bersaglieri Milano                                                                                    | 47'36"2/5   | Armando Valente Ardita Spartana Genova                                                            | 48'2"2/5    | Alessandro Billi Sport Club Agamennone Milano                                                    | 48'06"0     |
| Maratona di marcia (42,750 km)            | Donato Pavesi Associazione Calcio Milan                                                                                | 4h09'03"4/5 | Gaetano Volpi Unione Sportiva Lombarda                                                            | 4h11'20"2/5 | Carlo Giani Unione Sportiva Lombarda                                                             | 4h22'35"0   |
| Staffetta 4×100 m                         | Sport Club Italia Angelo Vigani Angelo Scuri Giovanni Orlandi Ernesto Bonacina                                         | 46"3/5      | Virtus Atletica Bologna Giuseppe Muzzioli Ottorino Aloisio Adolfo Contoli Ermete Alfieri          | 46"4/5      | Società Ginnastica Gallaratese Ennio Maffiolini Giuseppe Bonini Pierino Cantù Giorgio Croci      | s/t         |
| Staffetta 4×400 m                         | Società Ginnastica Gallaratese Ennio Maffiolini Marco Rossi Giuseppe Bonini Dante Bertoni                              | 3'38"2/5    | Sport Club Italia Angelo Vigani Angelo Scuri Giovanni Orlandi Ernesto Bonacina                    | 3'41"0      | Società Sportiva Trionfo Ligure Franco Pescetto Brunialti Federico Acquarone Umberto Carlevarino | 3'58"0      |
| Staffetta olimpionica (200+200+400+800 m) | Sport Club Italia Ernesto Bonacina Giovanni Orlandi Umberto Picco Arturo Porro                                         | 3'44"0      | Società Sportiva Trionfo Ligure Franco Pescetto Brunialti Umberto Carlevarino Federico Acquarone  | 3'55"1/5    | Società Sportiva Estense                                                                         | 4'01"2/5    |
| Salti                                     | |             |                                                                                                   |             |                                                                                                  |             |
| Salto in alto                             | Carlo Ghiringhelli Unione Sportiva Milanese                                                                            | 1,72 m      | Pierino Pisati Vigili del Fuoco                                                                   | 1,70 m      | Federico Fogliuzzi Società Ginnastica Borgo Prati Roma                                           | 1,68 m      |
| Salto in alto da fermo                    | Adolfo Contoli Virtus Atletica Bologna                                                                                 | 1,44 m      | Roberto Panero Forti e Liberi Forlì                                                               | 1,41 m      | Giuseppe Casa 3º Reggimento alpini                                                               | 1,36 m      |
| Salto con l'asta                          | Giacinto Lambiasi Internazionale Football Club Milano                                                                  | 3,35 m      | Filippo Giuli Virtus Atletica Bologna                                                             | 3,10 m      | Adolfo Contoli Virtus Atletica Bologna                                                           | 2,90 m      |
| Salto in lungo                            | Ottorino Aloisio Virtus Atletica Bologna                                                                               | 6,445 m     | Adolfo Contoli Virtus Atletica Bologna                                                            | 6,30 m      | Luigi Nieddu Società Ginnastica Amsicora                                                         | 6,145 m     |
| Salto in lungo da fermo                   | Adolfo Contoli Virtus Atletica Bologna                                                                                 | 2,98 m      | Roberto Panero Forti e Liberi Forlì                                                               | 2,85 m      | Oreste Zaccagna Virtus Atletica Bologna                                                          | 2,81 m      |
| Salto triplo                              | Luigi De Micheli Unione Sportiva Milanese                                                                              | 13,36 m     | Pierino Pisati Vigili del Fuoco                                                                   | 13,35 m     | Terenzio Rossi Unione Sportiva Valenzana                                                         | 12,815 m    |
| Salto triplo da fermo                     | Adolfo Contoli Virtus Atletica Bologna                                                                                 | 9,42 m      | Oreste Zaccagna Virtus Atletica Bologna                                                           | 8,67 m      | Pavesi Football Club Monza                                                                       | 8,53 m      |
| Lanci                                     | |             |                                                                                                   |             |                                                                                                  |             |
| Getto del peso                            | Aurelio Lenzi Società Ginnastica Etruria Prato                                                                         | 11,755 m    | Giuseppe Tugnoli Virtus Atletica Bologna                                                          | 11,07 m     | Carlo Butti Gruppo Sportivo Butti Milano                                                         | 11,06 m     |
| Lancio della pietra (6,4 kg)              | Carlo Butti Gruppo Sportivo Butti Milano                                                                               | 16,33 m     | Giuseppe Tugnoli Virtus Atletica Bologna                                                          | 14,91 m     | Armando Poggioli Società Ginnastica Panaro Modena                                                | 14,38 m     |
| Lancio del disco                          | Aurelio Lenzi Società Ginnastica Etruria Prato                                                                         | 36,85 m     | Giuseppe Tugnoli Virtus Atletica Bologna                                                          | 36,35 m     | Armando Poggioli Società Ginnastica Panaro Modena                                                | 35,07 m     |
| Lancio del martello                       | Pietro Nava Plotone Allievi Atleti Ancona                                                                              | 33,315 m    | Giuseppe Tugnoli Virtus Atletica Bologna                                                          | 28,255 m    | Armando Poggioli Società Ginnastica Panaro Modena                                                | 28,145 m    |
| Lancio del giavellotto                    | Carlo Clemente Società Ginnastica Josto Sassari                                                                        | 51,96 m     | Raniero Laghi Forti e Liberi Forlì                                                                | 47,96 m     | Secondo Carbone 3º Reggimento alpini                                                             | 44,00 m     |
| Palla vibrata (1,8 kg)                    | Carlo Butti Gruppo Sportivo Butti Milano                                                                               | 45,11 m     | Giuseppe Tugnoli Virtus Atletica Bologna                                                          | 42,50 m     | Angelo Bertolini Gruppo Sportivo Butti Milano                                                    | 41,62 m     |
| Palla vibrata a squadre                   | Gruppo Sportivo Butti Milano Angelo Bertolini Alfonso Butti Carlo Butti Giuseppe Butti Franco Donati Giacomo Giacomini | n/d         | Virtus Atletica Bologna Ermete Alfieri Berardi Adolfo Contoli Montuschi Pedrelli Giuseppe Tugnoli | n/d         | Libertas Mestre                                                                                  | n/d         |
| Prove multiple                            | |             |                                                                                                   |             |                                                                                                  |             |
| Pentathlon                                | Adolfo Contoli Virtus Atletica Bologna                                                                                 | 11 p.       | Ermete Alfieri Virtus Atletica Bologna                                                            | 18 p.       | Enrico Grimoldi Sport Club Italia                                                                | 23 p.       |

### La corsa campestre del 20 febbraio a Brescia
Il titolo italiano di corsa campestre fu assegnato il 20 febbraio a Brescia su un percorso di 8,5 km.
| Specialità               | Oro                                                   | Prestazione | Argento                                | Prestazione | Bronzo                             | Prestazione |
| Corsa campestre (8,5 km) | Carlo Martinenghi Football Club Internazionale Milano | 31'01"      | Ernesto Ambrosini Forti e Liberi Monza | 31'08"      | Costante Lussana Sport Club Italia | 31'12"      |